# Like Toy Soldiers
"Like Toy Soldiers" é uma canção de rap do rapper americano Eminem, do álbum Encore lançado em 2004. Foi lançada como terceiro single do álbum. Conta a história de sua tentativa de acalmar uma comunidade violenta de rappers. Ele fala abertamente sobre problemas com a revista The Source e seu editor Benzino, assim como a Murder Inc. Records, e explica a rixa entre Ja Rule e 50 Cent. 
A canção termina com Eminem pedindo uma trégua para seus inimigos. Like Toy Soldiers contém samples de "Toy Soldiers" de Martika e "50 Ways to Leave Your Lover" de Paul Simon. A canção foi incluida na coletânea Curtain Call: The Hits, lançada em 2005.

## Videoclipe
O videoclipe da canção, lançado em 2004, mostra Bugz (representado pelo rapper Proof), membro do D12, sendo morto no tiroteio em um drive-by. Coincidentemente, Proof foi assassinado dois anos mais tarde, em 11 de abril de 2006, na casa noturna CCC, na 8 Mile Road em Detroit.
50 Cent, Obie Trice e D12 realizaram uma participação especial no vídeo. O final do vídeo, mostra-se imagens dos rappers Tupac Shakur, The Notorious B.I.G., Big L e Bugz, que morreram assassinados, para mostrar as consequências das guerras entre rappers.

## Lista de faixas
Reino Unido - CD1
1. "Like Toy Soldiers"
2. "Rabbit Run"

Reino Unido - CD2
1. "Like Toy Soldiers"
2. "Rabbit Run"
3. "Like Toy Soldiers" (instrumental)
4. "Like Toy Soldiers" (vídeo)

## Desempenho nos gráficos
| Parada musical (2004-2005)      | Melhor posição |
| ------------------------------- | -------------- |
| Media Control Charts            | 8              |
| ARIA Charts                     | 4              |
| Ö3 Austria Top 40               | 8              |
| Ultratop (Flanders)             | 11             |
| Ultratop (Valônia)              | 18             |
| Billboard Hot 100               | 34             |
| Billboard Hot R&B/Hip-Hop Songs | 64             |
| Billboard Pop 100               | 24             |
| Finlândia                       | 15             |
| SNEP                            | 34             |
| Irish Singles Chart             | 3              |
| FIMI                            | 8              |
| Mexico Top 100                  | 20             |
| RIANZ                           | 2              |
| VG-lista                        | 4              |
| Dutch Top 40                    | 8              |
| UK Singles Chart                | 1              |
| Sverigetopplistan               | 14             |
| Swiss Charts                    | 3              |